# Eurytoma harmoliticola
Eurytoma harmoliticola är en stekelart som beskrevs av Zerova 1977. Eurytoma harmoliticola ingår i släktet Eurytoma och familjen kragglanssteklar.
Artens utbredningsområde är:
- Bulgarien.
- Kazakstan.
- Ukraina.

Inga underarter finns listade i Catalogue of Life.